# Neonegeta pollusca
Neonegeta pollusca är en fjärilsart som beskrevs av William Schaus 1893. Neonegeta pollusca ingår i släktet Neonegeta och familjen trågspinnare. Inga underarter finns listade i Catalogue of Life.